# Alex Creț
Alex Creț (9 febbraio 2002) è un judoka rumeno, vincitore della medaglia di bronzo ai campionati europei di Zagabria 2024..

## Biografia
Nel mese di aprile 2024 ha conquistato la medaglia di bronzo ai campionati europei di Zagabria 2024 nei 90 kg.
Ha rappresentato l'Azerbaigian ai Giochi olimpici estivi di Parigi 2024, dove è stato eliminato agli ottavi del torneo dei 90 kg dal brasiliano Rafael Macedo.

## Palmarès
- Europei

Zagabria 2024: bronzo nei -90 kg;